# Eccidio della famiglia Arduino
L'eccidio della famiglia Arduino fu un eccidio compiuto dalle Brigate Nere a Torino che si inquadra nelle azioni di repressione dell'attività partigiana di contrasto al regime della Repubblica Sociale Italiana e di resistenza all'occupazione nazista dell'Italia settentrionale.

## I fatti
La sera del 12 marzo 1945 elementi delle Brigate Nere, spacciandosi per partigiani prelevarono dalla loro abitazione, in via Moncrivello 1, in Barriera di Milano a Torino: Gaspare Arduino, le sue due figlie, Libera e Vera Arduino (di 15 e di 19 anni, rispettivamente), un loro ospite, Alberto Ellena ed una coppia di vicini degli Arduino, Rosa Ghizzone e Pierino Montarolo. Gli uomini furono portati alla Casa del Littorio, torturati e trucidati la notte stessa nei pressi dell'abitazione, in Corso Belgio angolo via Lessolo; Alberto Ellena, seppur ferito, riuscì a salvarsi mentre Vera e Libera furono trucidate nei pressi del canale della Pellerina e Rosa Ghizzone riuscì a fuggire gettandosi nel canale ma, a causa delle ferite riportate, morì pochi mesi dopo.

## Biografie

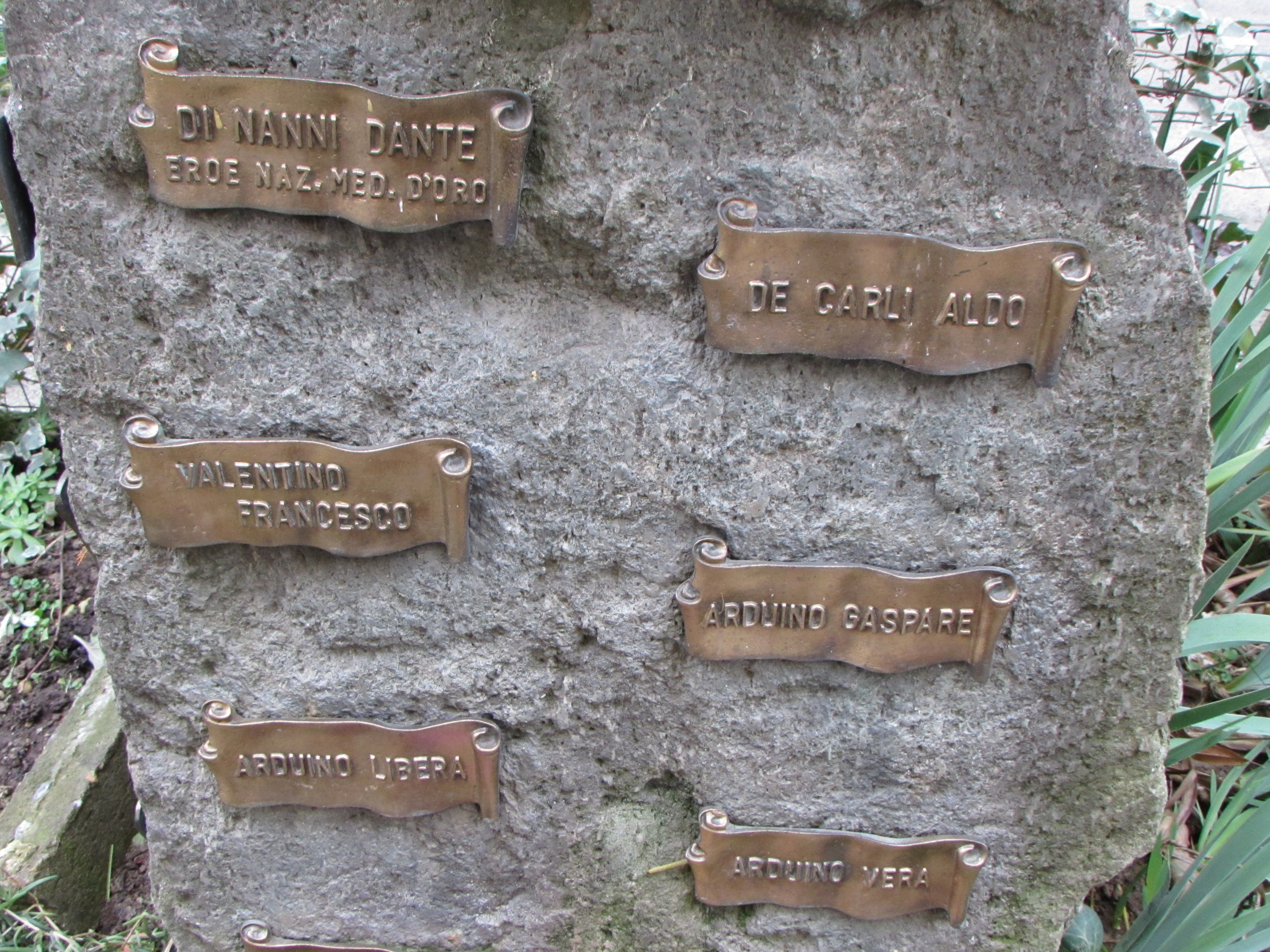
Cippo commemorativo Sorelle Arduino nel cortile case popolari di Via Moncrivello

- Gaspare Arduino (Torino 29 aprile 1901 - 13 marzo 1945), antifascista, lavorava come operaio alle acciaierie della Fiat e durante il regime fascista era stato perseguitato per la sua attività politica. Durante la resistenza aveva collaborato alla costituzione delle SAP (Squadre di azione patriottica) e svolto attività di propaganda.
- Le due sorelle lavoravano in due fabbriche torinesi, ma, durante la Resistenza, partecipavano attivamente alla lotta contro i fascisti: l'una faceva la staffetta, tenendo i collegamenti con i partigiani in montagna, l'altra si occupava dell'assistenza alle famiglie dei partigiani imprigionati o uccisi.[2]
- Vera Arduino (Torino 15 gennaio 1926 - 13 marzo 1945) faceva parte dei Gruppi di difesa della donna operanti in Barriera di Milano
- Libera Arduino (Torino 13 settembre 1929 - 13 marzo 1945) faceva parte della ventesima brigata cittadina delle SAP

## Riconoscimenti
- Alle sorelle Arduino è intitolato un Istituto Tecnico Commerciale a Torino (l'ITCS Vera e Libera Arduino)[2] ed una piazza a Scoglitti, frazione di Vittoria, in provincia di Ragusa.

- A Gaspare, Vera e Libera Arduino è intitolata una via di Torino, in zona Lingotto.

## Galleria d'immagini

Vera Arduino
Libera Arduino